# 凤翔 (夏)
鳳翔（413年三月—418年十月）是十六國時期夏國政權，夏國世祖武烈帝赫連勃勃的年號，共計5年餘。

## 纪年
| 鳳翔 | 元年  | 二年  | 三年  | 四年  | 五年  | 六年  |
| ---- | ----- | ----- | ----- | ----- | ----- | ----- |
| 公元 | 413年 | 414年 | 415年 | 416年 | 417年 | 418年 |
| 干支 | 癸丑  | 甲寅  | 乙卯  | 丙辰  | 丁巳  | 戊午  |

## 参看
- 中国年号索引
- 同期存在的其他政权年号
  - 义熙（405年-418年十二月）：東晉皇帝晋安帝司马德宗的年号
  - 弘始（399年九月-416年正月）：后秦政权姚兴年号
  - 永和（416年二月-417年八月）：后秦政权姚泓年号
  - 更始（409年七月-412年八月）：西秦政权乞伏乾归年号
  - 永康（412年八月-419年十二月）：西秦政权乞伏熾磐年号
  - 太平（409年十月-430年十二月）：北燕政权冯跋年号
  - 嘉平（408年十一月-414年七月）：南凉政权秃发傉檀年号
  - 建初（405年正月—417年二月）：西涼政权李暠年号
  - 嘉兴（417年二月—420年七月）：西涼政权李歆年号
  - 永安（401年六月-412年十月）：北凉政权沮渠蒙逊年号
  - 玄始（412年十一月-428年十二月）：北凉政权沮渠蒙逊年号
  - 永兴（409年闰十月-413年）：北魏政权拓跋嗣年号
  - 神瑞（414年正月-416年四月）：北魏政权拓跋嗣年号
  - 泰常（416年四月-423年十二月）：北魏政权拓跋嗣年号
  - 建平（415年三月-416年九月）：白亚栗斯、刘虎年号

## 消歧義
- 陝西省鳳翔縣

| 前一年號： 龍昇 | 夏国年号 | 下一年號： 昌武 |